# Homoeotelus
Homoeotelus é um género de coleópteros da família Erotylidae.